# Alexei Alexandrowitsch Kornew
Alexei Alexandrowitsch Kornew (russisch Алексей Александрович Корнев; * 21. Juli 1991 in Elektrostal, Oblast Moskau) ist ein russischer Biathlet.

## Karriere
Alexei Kornew gab sein internationales Debüt im Rahmen der Juniorenrennen der Sommerbiathlon-Weltmeisterschaften 2012 in Ufa, wo er nach einem sechsten Platz im Sprint als Dritter des Verfolgungsrennens hinter Pjotr Paschtschenko und Alexander Petschonkin die Bronzemedaille sowie mit Olga Podtschufarowa, Olga Kalina und Anton Babikow im Mixed-Staffelrennen die Goldmedaille gewann.
Es dauerte bis zur Saison 2014/15, dass Kornew zu weiteren internationalen Einsätzen und damit seinen ersten Rennen im Rahmen des IBU-Cups kam. In Obertilliach debütierte er im IBU-Cup, verpasste als 63. des Einzels und 53. des Sprints aber die Punkteränge. Diese erreichte er mehrere Wochen später in Osrblie, wo er im Sprintrennen hinter Lars Helge Birkeland und Johannes Kühn als Drittplatzierter nicht nur Punkte gewann, sondern zudem auch seine erste Podiumsplatzierung erreichte.

## Statistik

### Platzierungen im Biathlon-Weltcup
Die Tabelle zeigt alle Platzierungen (je nach Austragungsjahr einschließlich Olympische Spiele und Weltmeisterschaften).
- 1.–3. Platz: Anzahl der Podiumsplatzierungen
- Top 10: Anzahl der Platzierungen unter den ersten zehn (einschließlich Podium)
- Punkteränge: Anzahl der Platzierungen innerhalb der Punkteränge (einschließlich Podium und Top 10)
- Starts: Anzahl gelaufener Rennen in der jeweiligen Disziplin
- Staffel: inklusive Mixed- und Single-Mixed-Staffeln

| Platzierung         | Einzel | Sprint | Verfolgung | Massenstart | Staffel | Gesamt |
| ------------------- | ------ | ------ | ---------- | ----------- | ------- | ------ |
| 1. Platz            |        |        |            |             |         |        |
| 2. Platz            |        |        |            |             |         |        |
| 3. Platz            |        |        |            |             |         |        |
| Top 10              |        |        |            |             |         |        |
| Punkteränge         |        |        |            |             |         |        |
| Starts              |        | 1      |            |             |         | 1      |
| Stand: Karriereende |        |        |            |             |         |        |